# Irina Tchachina
Irina Viktorovna Tchachina (Omsk, 24 de abril de 1982) também conhecida como Chashchina ou Tchashchina, (em russo:  Ирина Чащина) é uma ex-ginasta rítmica individual, conhecida como uma das melhores da história da ginástica rítmica.[carece de fontes?] Uma frase conhecida de Irina é a seguinte: “Além do seu corpo, você deve treinar sua mente também. Inteligência é essencial para a ginástica rítmica."
Iniciou sua carreira esportiva com seis anos, na sua cidade natal. A jovem Irina foi levada a uma escola de esportes por seu avô, um devotado amante de esportes. Um dia antes Irina havia visto o Campeonato Mundial de Ginástica Rítmica na TV e ficou impressionada com o esporte. Sua família insistiu para que ela praticasse natação. Resolveu, então, praticar natação, música e ginástica rítmica ao mesmo tempo. Mas aos quatorze anos, Irina teve que escolher, e ela escolheu a ginástica rítmica. Anos depois a famosa treinadora Vera Shtelbaums começou a treiná-la. A primeira vitória de Irina foi com oito anos de idade em um campeonato local. Por volta dos doze anos, já estava na equipe nacional russa e rotineiramente viajava a Moscou para treinar. Na categoria junior ela tirou primeiro lugar em um torneio de muito prestígio, o CIS Spatakiada, e venceu o campeonato russo feminino por duas vezes seguidas.
Em agosto de 1999, Irina iniciou seus treinamentos na Escola Olímpica Preparatória sob orientação da famosa Irina Viner, e por volta da mesma época ela ganhou o campeonato mundial em Osaka, Japão. Em 2001, no Goodwill Games de Brisbane, Austrália, conquistou o ouro com arco e no individual geral (ela também ganhou prata com bola, maças e corda), até que Irina e sua colega de equipe Alina Kabaeva foram banidas por não passarem no exame de doping (por usarem diuréticos) e tiveram suas medalhas retiradas.
Nos Jogos Olímpicos de Atenas em 2004, Irina ganhou medalha de prata na competição individual geral com nota de 107,325 (arco 27,100, bola 27,100, maça 26,825, Fita 26,300) - sua companheira de equipe Alina Kabaeva ganhou o ouro com nota de 108,400.
Irina se aposentou da ginástica rítmica no início de 2006.